# Mädchenchor Wernigerode
Der Mädchenchor Wernigerode wurde im Jahr 1977 gegründet und zählt zu den führenden Chören seiner Art in Deutschland. In diesem Ensemble singen die Schülerinnen der 9. und 10. Klassen des Landesgymnasiums für Musik Sachsen-Anhalt in Wernigerode.
Musikalisch interessierte Jugendliche erhalten nach erfolgreich bestandenem musikalischem Eignungstest die Möglichkeit, das Landesgymnasium für Musik Wernigerode zu besuchen.
In dieser besonderen Ausbildungseinrichtung, an welcher außer dem Mädchenchor Wernigerode auch der Rundfunk-Jugendchor Wernigerode und 2 Kinderchöre beheimatet sind, genießen die Schülerinnen und Schüler neben dem gymnasialen Bildungsgang eine musikalische Spezialausbildung. Diese besteht aus den Fächern Musikgeschichte, Musiktheorie, Gehörbildung, Stimmbildung, Klavier und Chorleitung. In drei wöchentlichen Chorproben können die Mädchen beim gemeinschaftlichen Musizieren die im Unterricht erworbenen Fähigkeiten anwenden.
Die intensive stimmbildnerische Arbeit ist eine wesentliche Grundlage dafür, dass dieses besondere Ensemble trotz der sich jährlich verändernden Besetzung über Jahre hinweg sein hohes Niveau bewahren kann.
Einst in besonderer Weise dem Volkslied verpflichtet, hat sich das Repertoire des Chores im Laufe der Jahre beträchtlich erweitert. Es umfasst geistliche und weltliche Chorwerke aus verschiedenen Jahrhunderten, ebenso Spiritual- und Jazz-Arrangements.
Insbesondere deutsche und internationale Volksliedbearbeitungen, überwiegend in Originalsprache gesungen, bilden stets einen wichtigen Bestandteil des aktuellen Konzertprogrammes.
Komponisten unserer Zeit schätzen die bemerkenswerte Stimmkultur des Mädchenchores Wernigerode und arbeiten gern mit ihm zusammen.
Der Mädchenchor Wernigerode konnte im Laufe seiner 40-jährigen Geschichte durch Gastspiele sowie bei nationalen und internationalen Chorwettbewerben wiederholt auf sich aufmerksam machen. Beim 4. Internationalen Johannes-Brahms-Chorwettbewerb 2003 in Wernigerode erzielte der Chor unter der Leitung seines damaligen Dirigenten Bertram Zwerschke eine Goldmedaille und den Sieg in der Kategorie „Gleichstimmige Jugendchöre“. Im Mai 2006 errang er beim 7. Deutschen Chorwettbewerb in Kiel den 2. Platz in der gleichen Kategorie sowie einen Sonderpreis für die beste Interpretation eines deutschen Volksliedes.
Seit 2009 ist Steffen Drebenstedt künstlerischer Leiter des Mädchenchores Wernigerode.

## Dirigenten
Bertram Zwerschke (* 1956 in Parchim)
absolvierte von 1971 bis 1975 die damaligen Spezialklassen für Musikerziehung Wernigerode (heute: Landesgymnasium für Musik), wo er im Rundfunk-Jugendchor Wernigerode und dessen Kammerchor sang. Während des Studiums an der Martin-Luther-Universität Halle/Wittenberg sang er im Kammerchor der Universität, den Hallenser Madrigalisten, mit und erwarb 1981 sein Diplom. Noch im selben Jahr übernahm er die künstlerische Leitung des Mädchenchores Wernigerode und brachte diesen zu zahlreichen internationalen Erfolgen, etablierte damit den Namen des Mädchenchores über die Ländergrenzen hinaus. Im Januar 2009 löste ihn Steffen Drebenstedt ab, der ebenfalls ein Absolvent des Landesgymnasiums für Musik in Wernigerode war.
Steffen Drebenstedt (* 1972)
legte sein Abitur an den Spezialklassen für Musikerziehung in Wernigerode, dem heutigen Landesgymnasium für Musik, ab und sang dort im Rundfunk-Jugendchor unter Friedrich Krell. Darauf folgten Studien an der Hochschule für Musik „Franz Liszt“ in Weimar, die er mit dem Staatsexamen für Schulmusikerziehung, dem Diplom für Chordirigieren sowie einer Lehrbefähigung für Stimmbildung abschloss. Während seiner Studienzeit sang er unter der Leitung von Gert Frischmuth und Jürgen Puschbeck im Kammerchor der Musikhochschule Weimar, in welchem er im Laufe seiner letzten Studienjahre die chorische Stimmbildung und auch einzelne Proben übernahm. Die intensive Arbeit mit einem gymnasialen Mädchenchor innerhalb des Referendariats und die Leitung eines von ihm gegründeten Kammerchores, mit welchem er im In- und Ausland gastierte, bereicherten weiterhin seine Entwicklung als Chorleiter. Daneben leitete er mehrere Laienensembles.
Sein beruflicher Werdegang führte ihn zunächst für ein Jahr als Stimmbildner zum Tölzer Knabenchor nach München. Seit Sommer 2002 ist Steffen Drebenstedt am Landesgymnasium für Musik in Wernigerode als Lehrer für Stimmbildung und Chorleitung tätig. Dort engagierte er sich auch als künstlerischer Mitarbeiter beim Rundfunk-Jugendchor Wernigerode sowie beim Mädchenchor Wernigerode. Zwischenzeitlich leitete er den Kinderchor der 7. und 8. Klassen. Während seiner mehr als 12-jährigen Tätigkeit als Dozent für Chorleitung beim Südthüringer Chorleiterseminar gab er seine Erfahrungen weiter.  Im Januar 2009 wurde ihm die künstlerische Leitung des Mädchenchores Wernigerode übertragen. Neben der Produktion von bislang zwei neuen CDs gestaltete der Chor unter seiner Leitung seitdem mehrere Fernsehauftritte sowie zahlreiche erfolgreiche Konzerte im In- und Ausland.